# Дієудонне Ессієнне
Дієудонне Ессієнне (Dieudonne Essienne) (19?? — † 29 грудня 2012) — івуарський дипломат. Надзвичайний і Повноважний Посол Кот-д'Івуар в Україні за сумісництвом (1999—2000). Президент Асоціації послів Кот-д'Івуар, Почесний президент U.F.A.G.L.

## Життєпис
Працював начальником відділу, директором департаменту та генеральним секретарем Міністерства закордонних справ Кот-д'Івуар, у 1969 році очолював делегацію Кот-д'Івуар на конференцію ООН з правового режиму договорів у Відні, Австрія.
Надзвичайний і Повноважний Посол Кот-д'Івуар у Канаді (1973—1978), Великій Британії, Німеччині, Росії (1996—2000) та за сумісництвом в Україні (1999—2000), Грузії, Латвії (1999—2000).

## Автор праць
- Le Ministère des affaires étrangères de Côte d'Ivoire. Language: French. Publisher: Paris : Libr.techn., 1975[6].

## Нагороди та відзнаки
- Командор національного ордену.